# Лукашов, Андрей Васильевич
Андрей Васильевич Лукашов — советский хозяйственный, государственный и политический деятель, Герой Социалистического Труда.

## Биография
Родился в 1912 году в деревне Прослище. Член КПСС.
С 1932 года — на хозяйственной, общественной и политической работе. В 1932—1969 гг. — работник колхоза имени Ильича станицы Ленинградской, красноармеец, комбайнер, бригадир Восточной машинно-тракторной станции Краснодарского края, участник Великой Отечественной войны, старший орудийный мастер армейской артиллерийской мастерской на 1-м и 3-м Белорусском фронте, комбайнер Ленинградской МТС Краснодарского края, механик, заведующий колхозными мастерскими в Краснодарском крае.
Указом Президиума Верховного Совета СССР от 28 мая 1952 года присвоено звание Героя Социалистического Труда с вручением ордена Ленина и золотой медали «Серп и Молот».
Умер в Ленинградской в 1987 году.